# Sala (Lettland)
Sala (deutsch: Holmhof) ist eine Ortschaft im Osten Lettlands, südlich der Düna in der Landschaft Sēlija gelegen.

## Geschichte
Bis zum Zweiten Weltkrieg befand sich hier lediglich ein Schulgebäude. Heute besteht die Stadt hauptsächlich aus Mehrfamilienhäusern der Sowjetzeit sowie einer Mittelschule, einem Kindergarten, einem Kulturhaus und einer Apotheke.
2009 vereinigten sich die Gemeinden Sala und Sēlpils zu einer Verwaltungseinheit, dem Bezirk Sala (Salas novads), der 2021 im neuen Bezirk Jēkabpils aufging. Die Verwaltung befand sich im Ort Sala.